# Samantha Reeves
Samantha Reeves (Redwood City, 17 januari 1979) is een tennisspeelster uit de Verenigde Staten van Amerika.
Zij begon op achtjarige leeftijd met het spelen van tennis.
In 1996 verloor ze samen met Lilia Osterloh de meisjesfinale van Wimbledon. Twee jaar later speelde ze haar eerste grandslam op Roland Garros.